# Никофлекс
Никофлекс — местнораздражающее средство для наружного применения.

## Лекарственная форма
Мазь для наружного применения.

## Фармакологическое действие
Комбинированный препарат, оказывает местнораздражающий, обезболивающий и рассасывающий эффект. Содержит вещества, которые вызывают длительное расширение поверхностных сосудов в месте нанесения, повышают температуру кожи и вызывают ощущение тепла. Действие связано с раздражающим и отвлекающим эффектами капсаицина, анальгезирующей и противовоспалительной активностью гликоль-салицилата, рассасывающей способностью этил-никотината.

## Показания
Ушибы, растяжения связок; артроз, миалгия, невралгия, хронический неврит, полиартрит (хронический и подострый), ишиас, тендовагинит (в фазе неполной ремиссии); для разогревания мышц до и после занятий спортом.

## Противопоказания
Гиперчувствительность, нарушение целостности кожных покровов. Острый артрит.

## Побочные действия
Аллергические реакции.

## Способ применения и дозы
Наружно. Поверхность кожи предварительно вымыть тёплой водой с мылом, вытереть насухо, а затем нанести на неё тонкий слой мази. Наносится на неповрежденные участки кожи. Применяют 1—2 раза в сутки. При заболеваниях суставов — 1 раз в день в течение 3 дней, затем — 2 раза в день (утром и вечером). Для разогревания мышц у спортсменов во время массажа — полоску мази длиной 3—5 см тщательно втирают в кожу.

## Особые указания
После втирания мази необходимо тщательно вымыть руки тёплой водой с мылом.